# Los pescadores de perlas
Los pescadores de perlas (título original en francés, Les Pêcheurs de Perles) es una ópera en tres actos con música de Georges Bizet y libreto en francés de Eugène Cormon y Michel Carré. Fue estrenada el 30 de septiembre de 1863 en el Théâtre-Lyrique de París.
Aunque su fama no es la de Carmen, es su ópera de más éxito para el autor después de ella. Se ha convertido en una ópera popular gracias a su orquestación colorista y exótica, y por su gran dúo de amistad, Au fond du temple saint / En el templo sagrado, uno de los más famosos en toda la ópera, y el aria Je crois entendre encore / Creo que lo oigo otra vez, que en su traducción al italiano (Mi par d'udire ancora / Parece que escucho de nuevo) se convirtió en caballo de batalla de los más grandes tenores lírico-ligeros, de Tito Schipa a Beniamino Gigli. 
En conjunto, no fue bien recibida en su momento. Con el tiempo, sin embargo, Los pescadores de perlas ha conocido una plena rehabilitación y hoy se encuentra en el repertorio. 

## Historia

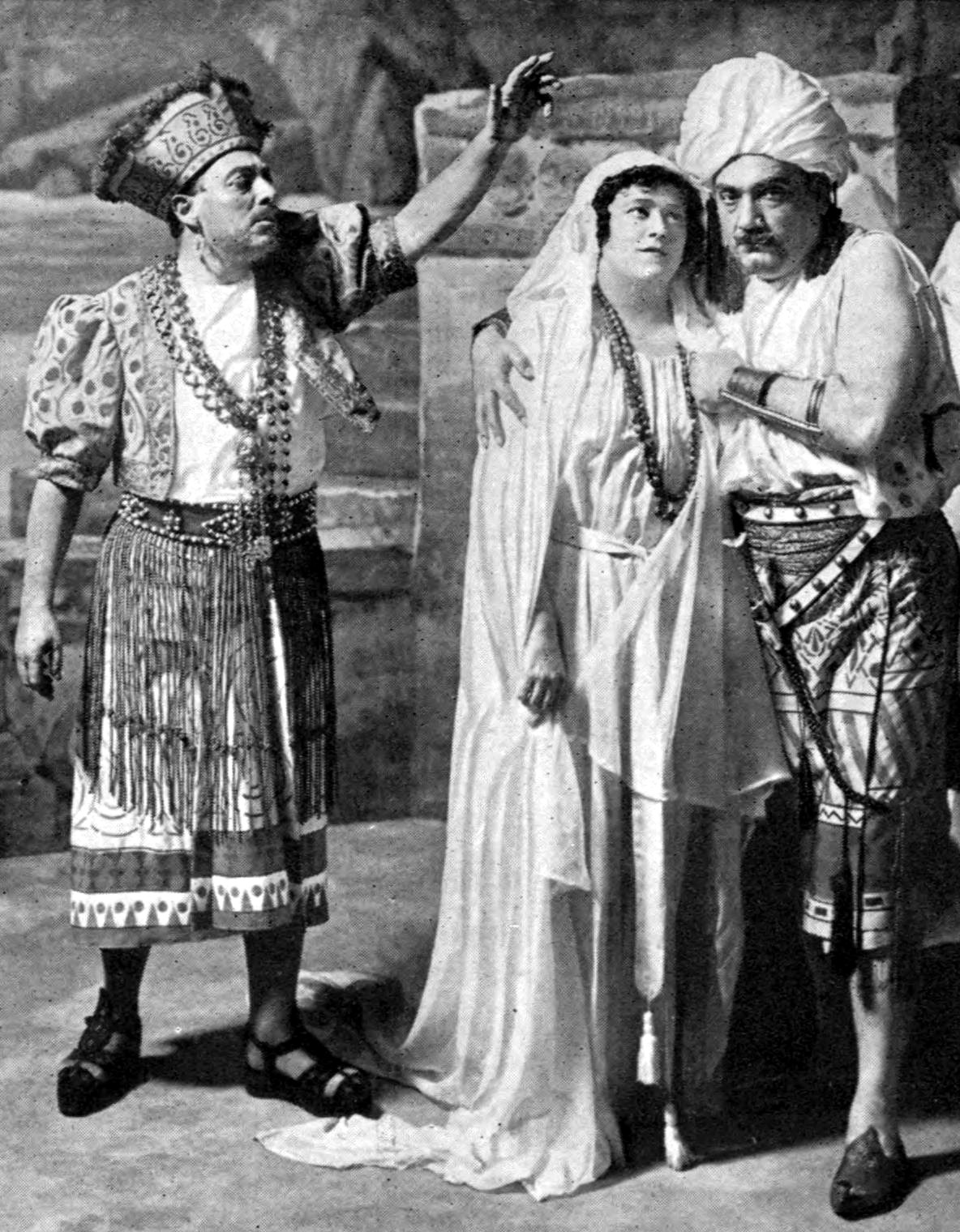
los Pescadores de perlas

Es hoy considerada la primera obra maestra de Bizet, que en la época aún no había cumplido los veinticinco años. La ópera, de ambientación exótica, fue un encargo de Léon Carvalho, el director del Théâtre Lyrique de París.

### Representaciones
El estreno se celebró el 30 de septiembre de 1863 en el Théâtre-Lyrique (Théâtre-Lyrique du Châtelet) de París y se dieron dieciocho representaciones, lo cual es "respetable para una obra debutante".
Esta ópera no fue retomada hasta muchos años después de la muerte del compositor. Tras el estreno no se repuso hasta 1886. Estas son algunas de las representaciones más destacadas:
- La primera representación en Reino Unido tuvo lugar el 22 de abril de 1887 en la Royal Opera House de Londres bajo el título de Leïla.
- El estreno estadounidense ocurrió el 25 de agosto de 1893 en la Academia de Música en Filadelfia.[1]
- En 1893 se presentó en italiano durante la Exposición Universal de París, por el editor Sonzogno en la traducción de Angelo Zanardini y con un final postizo.
- La primera producción en la Metropolitan Opera House se dio el 14 de noviembre de 1916 con motivo de la inauguración de la temporada. En esa representación actuaron: Frieda Hempel (Leila), Enrico Caruso (Nadir), Giuseppe de Luca (Zurga), Leon Rothier (Nourabad), Giorgio Polacco (director)[2]

En 2002 se publicó una nueva edición crítica de la ópera por Edición Peters. Esta edición, realizada por el director Brad Cohen, usó la propia partitura vocal de Bizet de 1864 y la partitura para dirigir del estreno parisiense de 1863 para reconstruir, con gran precisión, las intenciones originales de Bizet respecto a la ópera. Se ha representado en la Royal Opera House, Covent Garden, Ópera Nacional Inglesa, Ópera de Zúrich y muchos otros teatros de ópera de todo el mundo, así como en una grabación de partes destacadas en inglés con Simon Keenlyside para Chandos Records bajo la batuta de Brad Cohen.
Hubo una representación de concierto con Ned Barth como Zurga, Gregory Turay como Nadir y Jennifer Welch como Leïla dada por la Washington Concert Opera en Washington, D. C. durante el otoño de 2000. En el siglo XXI, las producciones se ha representado por toda América del Norte y Europa con reacciones críticas diversas. Entre ellas está la de la representación de la New York City Opera en 2005 para la Ópera de San Diego, en la que el crítico describe a Bizet a los veinticuatro años como "... suficientemente mayor para demostrar cuánto talento tenía con algunas melodías encantadoras, pero no suficientemente mayor para tratar con el anticuado libreto, ambientado en Ceilán, en el que no pasa gran cosa pero tardan mucho en hacerlo" y una de la producción en junio de 2010 en la Ópera Nacional Inglesa en la que el crítico se queja de que sin el dúo "Au fond du temple saint", apenas merecería la pena representar la ópera.
En la actualidad esta ópera sigue en el repertorio, aunque no está entre las más representadas. Conforme a las estadísticas de Operabase aparece la n.º 80 de las cien óperas más representadas en el periodo 2005-2010, siendo la séptima en Francia y la segunda de Bizet, con 49 representaciones. 
La ópera no se dio en la Royal Opera House ni en el Met desde sus estrenos, hasta una interpretación de concierto en la Royal Opera House en octubre de 2010, protagonizada por Nicole Cabell y Gerald Finley. Sin embargo, una lista de interpretaciones dadas o planeadas desde enero de 2009 muestra un total de veintidós producciones en doce países (y 22 ciudades) en Europa y Norteamérica.

## Personajes
| Personaje                          | Tesitura | Elenco del estreno 30 de septiembre de 1863 (Director: Adolphe Deloffre) |
| ---------------------------------- | -------- | ------------------------------------------------------------------------ |
| Zurga, jefe de los pescadores      | barítono | Jean-Vital Ismaël                                                        |
| Nadir, un pescador                 | tenor    | François Morini                                                          |
| Leïla, una sacerdotisa de Brahma   | soprano  | Léontine de Maësen                                                       |
| Nourabad, sumo sacerdote de Brahma | bajo     | Prosper Guyot                                                            |

## Argumento
El argumento incluye un triángulo amoroso que ocurre en la exótica Ceilán. 
Lugar: Ceilán 
Tiempo: Antigüedad

### Acto I
Los pescadores están reunidos (coro de apertura Sur la grève en feu / En la playa ardiente) y eligen a Zurga como su líder. Llega Nadir, un joven pescador. Zurga y Nadir recuerdan la época cuando ambos estuvieron fascinados por la belleza de una joven, pero juran renunciar a ella y seguir siendo amigos siempre (dúo Au fond du temple saint / En el templo santo).
Llega la sacerdotisa Leïla, y Nadir la reconoce como la mujer que él y Zurga amaron una vez. Ella también reconoce a Nadir, pero a Zurga no. Nadir confiesa que ha seguido a Leïla aquí porque la ama (romanza: Je crois entendre encore / Creo que lo oigo otra vez).

### Acto II
Leïla canta alegre (cavatina Comme autre fois dans la nuit sombre / Como otras veces en la oscuridad de la noche). Nadir llega y los amantes se reúnen. Nourabad y los guardas los descubren, y la multitud enfurecida va a matar a la pareja, cuando Zurga, como su líder, interviene. Cuando Nourabad quita el velo a Leïla, Zurga también la reconoce: su clemencia se encoleriza y condena a los dos a muerte.

### Acto III
Escena 1. Tienda de Zurga
Zurga canta su agonía (aria L'orage s'est calmé / La tormenta se ha calmado). Leïla va a ver a Zurga, y éste se percata de que Leïla ama a Nadir, así que se vuelve más celoso. Mientras que el sumo sacerdote y los pescadores se llevan a las víctimas, Zurga se da cuenta de que Leïla es la mujer que en el pasado salvó su vida, reconociendo un collar que él le entregó.
Escena 2
Al amanecer, cuando los pescadores alzan las dagas para matar a la pareja, interviene Zurga y los detiene. Ha prendido fuego al campamento, y mientras todos se apresuran a apagar el fuego, él permite a los dos amantes escapar. Cuando el sumo sacerdote regresa y descubre la trama de Zurga, ordena su muerte.

## Extractos famosos
- "Au fond du Temple Saint" / "En el templo santo" (dúo Nadir y Zurga, Acto 1).
- "Je crois entendre encore" / "Creo que lo oigo otra vez" (Nadir, Acto 1).
- "Comme autre fois" / "Como otras veces en la oscuridad de la noche" (Leïla).

## Instrumentación
La partitura está escrita para las voces solistas, un coro mixto y una orquesta formada por:
- Viendo madera: 1 flautín, 2 flautas, 2 oboes (el segundo doblando al corno inglés), 2 clarinetes, 2 fagotes.
- Viento metal: 4 trompas, 2 cornetas de pistones, 3 trombones, 1 tuba bajo.
- Percusión: timbales, bombo, caja, platillos, tamboril, tam-tam, triángulo.
- Cuerda: 2 arpas y una sección de cuerdas con violines I y II, violas, violonchelos y contrabajos.
- En escena: 2 flautines, pandereta, arpa.

Los instrumentos que aparecen en escena puede ser tocados por los instrumentistas de la orquesta.

## Discografía selecta
| Año  | Elenco (Leïla, Nadir, Zurga, Nourabad)                               | Director, Teatro de ópera y orquesta                                               | Discográfica                                                               |
| ---- | -------------------------------------------------------------------- | ---------------------------------------------------------------------------------- | -------------------------------------------------------------------------- |
| 1950 | Mattiwilda Dobbs, Enzo Seri, Jean Borthayre, Lucien Mans             | René Leibowitz Orquesta y Coro Filarmónico de París                                | Audio CD: Preiser Cat: 20010                                               |
| 1953 | Pierrette Alarie, Léopold Simoneau, René Bianco, Xavier Depraz       | Jean Fournet Orquesta des Concerts Lamoureux y Chorale Elisabeth Brasseur          | Audio CD: Opera d'Oro Cat: OPD 1423                                        |
| 1961 | Janine Micheau, Nicolai Gedda, Ernest Blanc, Jacques Mars            | Pierre Dervaux Orquesta y Coro de L'Opéra-Comique                                  | Audio CD: EMI Cat: CMS 5 66020-2                                           |
| 1970 | Alfredo Kraus, Sesto Bruscantini, Adriana Maliponte, Antonio Campo   | Orquesta y coro del gran teatro del Liceo de Barcelona Dtor. Carlo Felice Cillario | Audio CD ADD: Bongiovanni GB 516/7-2 [Registro original Carillon - Madrid] |
| 1977 | Ileana Cotrubas, Alain Vanzo, Guillermo Sarabia, Roger Soyer         | Georges Prêtre, Cro y Orquesta de la Ópera de París                                | Audio CD: EMI Cat: 367702-2                                                |
| 1989 | Barbara Hendricks, John Aler, Gino Quilico, Jean-Philippe Courtis    | Michel Plasson, Orquesta y Coro del Capitole de Toulouse                           | Audio CD: Angel Cat: CDCB-49837                                            |
| 1991 | Alessandra Ruffini, Giuseppe Morino, Bruno Pratico, Eduardo Abumradi | Carlos Piantini, Orquesta Internacional de Italia                                  | Audio CD: Nuova Era Cat: 6944-6945                                         |
| 2004 | Annick Massis, Yasu Nakajima, Luca Grassi, Luigi De Donato           | Marcello Viotti, Orquesta y Coro del Teatro La Fenice, Venecia                     | Audio CD: Dynamic Cat: CDS 459 DVD: Dynamic Cat: DVD 33459                 |